# Чарлз Ріветт-Карнак (яхтсмен)
Чарлз Ріветт-Карнак (англ. Charles Rivett-Carnac, 12 лютого 1853 — 9 вересня 1935) — британський яхтсмен.
Олімпійський чемпіон 1908 року в класі 7 метрів.